# Spilogona melas
Spilogona melas este o specie de muște din genul Spilogona, familia Muscidae. A fost descrisă pentru prima dată de Ignaz Rudolph Schiner în anul 1868. Conform Catalogue of Life specia Spilogona melas nu are subspecii cunoscute.